# Braque du bourbonnais
Braque du bourbonnais är en stående fågelhund från Frankrike. Den har sitt ursprung i regionen Bourgogne där den särskilt använts till jakt på vaktel.

## Historia
Den italienske naturforskaren Ulisse Aldrovandi nämner i sin naturalhistoria Historiam Naturalem som började utges 1599 en Canis Burbonensis (burgundisk hund).
Rasklubben bildades 1925. Den satte upp strikta krav på stubbsvans och syrenlila färg, vilket fick till följd att färre och färre hundar tilläts registreras. Under 1960-talet registrerades nästan inga alls. 
År 1970 bestämde sig ett lag av uppfödare ledd av Michel Comte för att få rasen braque du bourbonnais att återuppstå.
Tack vare en försiktig och effektiv avel, har de lyckats få tillbaka rasen, samtidigt som de samlat erfarenheter för att undvika att de tidigare misstagen görs om.[källa behövs]

## Egenskaper
Braque du bourbonnais är en lugn och vänlig hund som är väldigt aktiv när den får jaga. Den har särskild förmåga att ändra jaktstil efter terräng och viltslag. Den kan följa doftspår men är mer benägen att gå på vittring i luften.

## Utseende
Den är ovanligt kraftigt byggd för en stående fågelhund, med en kvadratisk kropp, bred front och rund skalle med en kraftfull nos. Vissa exemplar har naturlig stubbsvans, men det är inget krav. Rasen har en särpräglad skimmelfärg som skall täcka hela kroppen, små rödbruna eller orangegula fläckar på vit botten, intrycket har beskrivits som syrenlila. Endast öronen får ha större fläckar.